# Verwaltungsgemeinschaft Bodfeld (Harz)
Die Verwaltungsgemeinschaft Bodfeld (Harz) war eine  im 80,74 km² große Verwaltungsgemeinschaft im sachsen-anhaltischen Landkreis Wernigerode.

## Gemeinden
- Elbingerode (Harz), Stadt und Verwaltungssitz
- Königshütte
- Rübeland

## Geschichte
Die Verwaltungsgemeinschaft wurde am 4. Dezember 1991 gegründet. Am 1. Januar 2004 wurde sie aufgelöst, indem aus den Mitgliedsgemeinden die neue Einheitsgemeinde Stadt Elbingerode (Harz) gebildet wurde.